# Prorachthes longirostris
Prorachthes longirostris är en tvåvingeart som beskrevs av Mario Bezzi 1925. Prorachthes longirostris ingår i släktet Prorachthes och familjen svävflugor. Inga underarter finns listade i Catalogue of Life.